# Épinay-sous-Sénart
Épinay-sous-Sénart là một xã ở tỉnh Essonne thuộc vùng Île-de-France miền bắc nước Pháp.
Theo điều tra dân số năm 1999, dân số xã này là 12.797 người. Ước tính dân số năm 2005 là 13.200.
Danh xưng cư dân địa phương Épinay-sous-Sénart trong tiếng Pháp là Spinoliens.
It kết nghĩa với Peacehaven in East Sussex, England